# Freight Train (Buch)
Freight Train ist ein Bilderbuch des US-amerikanischen Autors und Illustrators Donald Crews, das 1978 beim Verlag Greenwillow Books veröffentlicht wurde. Im Jahr 2001 folgte eine Neuauflage unter dem Titel Inside Freight Train, in der die Wagen des Güterzugs ausgeklappt werden können.

## Inhalt
Das Buch führt kleine Leser vom hinteren Ende eines Güterzugs in verschiedene Wagen (z. B. Kesselwagen oder Selbstentladewagen) ein, ehe sie am vorderen Ende beim Schlepptender und der Dampflokomotive angelangt sind. Die verschiedenen Wagen haben unterschiedliche Farben und bilden dadurch einen bunten Güterzug. Dieser steht bereits ordentlich unter Dampf und setzt sich nun in Bewegung: Er fährt durch einen Tunnel, an einer Stadt vorbei, über eine Brücke, fährt bei Nacht und am Tag, ehe der Zug auf der letzten Seite aus dem Buch verschwindet.

## Hintergrund
Das Transportwesen ist ein wichtiges Thema in Crews’ Werk. Sein Vater arbeitete bei der Eisenbahn und ließ ihn als Schüler in den Sommerferien mit dem Zug zu den Großeltern nach Florida fahren. In einer Rede des Autors, die 2015 in einem Artikel im Horn Book Magazine abgedruckt wurde, meint dieser: „Viele meiner Bücher werden in Schulen gelehrt und in der Rubrik ‚Transportwesen‘ eingeordnet, und das ist in Ordnung für mich. Es macht mir Spaß, auf zweiunddreißig Seiten die spannenden Details der Reise eines Fahrzeugs zu entdecken.“

## Rezeption
Kaylee Davis schreibt in ihrer Buchrezension: „Freight Train ist ein einfaches Buch ohne echte Handlung. Es hat sich nur zwei Themen vorgenommen, die jeweils brillant umgesetzt werden: Es stellt den Kindern die Primärfarben vor und vermittelt ihnen erste Eindrücke von Bewegung. Letzteres ist nicht leicht auf einem weißen Blatt Papier. Mit leuchtend bunten, statischen Bildern von Zugwaggons werden die verschiedenen Farben eingeführt. Ein Verwischen, mit ein paar Schattierungen und ohne Schatten, ähnlich einem unscharfen Foto, simuliert Bewegung. Diese grafische Technik war neu im Kinderbuchbereich und brachte Crews viel Lob ein. Wenn der Leser das Buch durchblättert, folgt er der ‚Bewegung‘ des Zugs im Laufe eines Tages durch die Landschaft, bis er am Ende des Buches aus dem Bild fährt. Alle Kinder lieben ‚Dinge, die fahren‘. Dieses Buch bringt den Allerkleinsten, die noch nicht lesen können, die Begriffe Farbe und Bewegung näher.“ Das Buch wurde 2012 vom School Library Journal unter die Top-100-Bilderbücher gewählt.

## Auszeichnungen
Freight Train wurde 1979 als Caldecott Honor Book ausgezeichnet.

## Referenzen
Freight Train ist in dem literarischen Nachschlagewerk 1001 Kinder- und Jugendbücher – Lies uns, bevor Du erwachsen bist! für die Altersstufe 3+ Jahre enthalten.

## Ausgaben
- Freight Train. Greenwillow Books, USA 1978 (englisch).